# Canal Digitaal
Canal Digitaal (eerder CanalDigitaal) is een Nederlandse aanbieder van satelliettelevisie via het satellietnetwerk van SES Astra, en daarnaast van IPTV.
De bedrijfsnaam is ontstaan na de overname door Canal+. Het eerste deel is een verwijzing naar het moederbedrijf (Canal, Frans voor kanaal). Toen het bedrijf van eigenaar wisselde, bleef de naam intact.
Via het in Luxemburg gevestigde M7 Group (CANAL+ Luxembourg s.a.r.l., onderdeel CANAL+/Vivendi), waar ook het Vlaamse TV Vlaanderen, het Franstalige Belgische TéléSAT, het Oostenrijkse HDAustria, het Nederlandse Online.nl, het Tsjechische en Slowaakse SkyLink onderdeel van zijn, is CanalDigitaal via M7 Group (CANAL+ Luxembourg S.a.r.l.) sinds september 2020 onderdeel van Vivendi/CANAL+.

## Satelliet
Canal Digitaal biedt via de satelliet ongeveer hetzelfde aanbod als kabeltelevisie en interactieve televisie. Naast het aanbod van Canal Digitaal kunnen alle ongecodeerde (free-to-air) kanalen op de satelliet worden bekeken, waaronder BVN en veel Duitse en Britse zenders. Ook veel Nederlandse radiozenders zijn ongecodeerd te ontvangen, zoals Sky Radio en Radio Veronica.
De abonnees van Canal Digitaal zijn deels hobbyisten die naast het Nederlandse aanbod ook nog honderden of zelfs duizenden andere buitenlandse zenders kunnen ontvangen van de satellieten die zich rond de aarde bevinden, maar ook huishoudens in kabelloze gebieden waar satelliettelevisie de enige ontvangstmogelijkheid is. Ook maken recreanten op de camping of op de boot gebruik van een schotelantenne. In het verleden verkozen sommigen satelliettelevisie boven kabeltelevisie vanwege de prijs- en kwaliteitsverhouding, maar dit is door forse prijsverhogingen al jaren niet meer van toepassing.
In het eerste half jaar van 2010 zijn de eerste HD-zenders aan het aanbod toegevoegd.
Het instappakket (BasisHD) bevat onder meer de Nederlandse en Belgische publieke radio- en televisiezenders en de Nederlandse commerciële omroepen. Vroeger kon men na registratie en activatie van een Canal Digitaal-smartcard kosteloos naar de Nederlandse publieke omroep kijken (NPO). Hiervoor werden alleen eenmalige registratiekosten berekend. Het doorgiftecontract dat Canal Digitaal met de NPO had eindigde op 1 augustus 2014. Sindsdien maken deze zenders deel uit van het BasisHD-pakket.

## IPTV
In juni 2009 startte de provider een samenwerking met provider Online.nl (destijds eigendom van T-Mobile), waardoor het voor nieuwe klanten mogelijk werd om triple play-abonnementen af te sluiten. Vanaf februari 2011 begon Canal Digitaal met eigen Alles-in-1-abonnementen, waarbij voor het breedbandinternet en de telefoniediensten gebruikgemaakt wordt van het KPN-netwerk. In september 2012 werd de samenwerking met T-Mobile beëindigd. Echter heeft de M7 Group (oftewel de eigenaar van CanalDigitaal) de provider Online.nl overgenomen. Het Online.nl Alles-in-1-pakket bestaat uit telefoon, internet en IPTV van Canal Digitaal.

## Geschiedenis

### Opkomst analoge satelliettelevisie
Satelliettelevisie in Europa werd bekend in het midden van de jaren 80 van de twintigste eeuw. Tot die tijd waren er schotelantennes nodig van 2,40 meter doorsnee om de signalen te kunnen ontvangen. Een ommekeer kwam er met twee satellieten die zodanig sterke signalen hadden dat ze met een schotelantenne van 90 cm ontvangen konden worden. Eén satelliet was op Rusland gericht, een andere was de bekendere Eutelsat-satelliet op 13 graden oost met daarop een paar Europese programma's.
In deze tijd was er voor de Nederlandse kijker weinig keuzemogelijkheid wat betreft televisieontvangst. Kabeltelevisie had haar intrede nog niet goed gedaan, waardoor een groot deel van de Nederlanders de publieke omroep slechts via de ether kon bekijken. In de grensstreken kon men ook de Belgische en Duitse zenders via de ether bekijken. De satelliet bood enkele Europese programma's extra. De belangrijkste daarvan waren het Italiaanse Rai Uno, de Duitse zenders Sat 1 en RTL en de Zwitserse zender Teleclub.
In 1985 ontstond een nieuw fenomeen, betaaltelevisie. Mensen moesten een abonnement afsluiten om naar deze zenders te kunnen kijken. Op deze betaaltelevisiezenders werden vooral speelfilms uitgezonden. Een van de pioniers in Europa was het Nederlandse ATN,  Abonnee Televisie Nederland. ATN zond echter maar korte tijd uit en werd op 29 maart 1985 vervangen door FilmNet. De Nederlandse filmmaker Rob Houwer en media-adviseur Peter Jelgersma waren oprichters van deze film betaalzender. Dit deden ze in samenwerking met ATN en het Zweedse Esselte Abonnee TV. De zender werd uitgezonden via de Eutelsat.

### Commerciële televisie

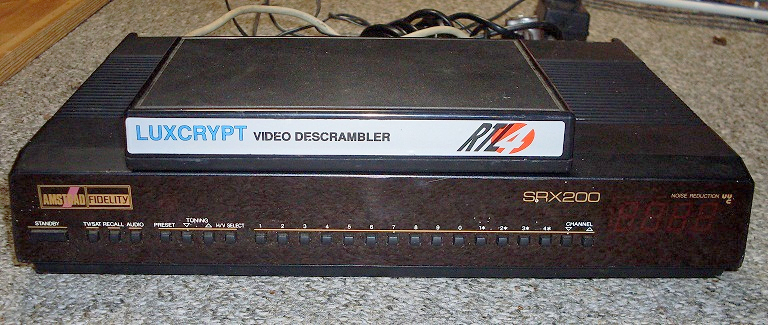
Luxcrypt decoder met een analoge satellietontvanger (Amstrad SRX200)

Eind jaren 80 besloot een Luxemburgs bedrijf, SES Astra, een satelliet te gaan exploiteren die in grote delen van Europa met een schotelantenne van 60 centimeter ontvangen kon worden. De satelliet werd gepositioneerd op 19,2 graden oosterlengte en kreeg de naam Astra 1.
In Nederland werd, door diverse partijen, de tijd rijp gevonden om commerciële televisie te introduceren. Commerciële televisie was eind jaren 80 nog verboden in Nederland. TV 10, het sterrennet van tv-producent Joop van den Ende, werd daarom geweigerd. Via een zogenoemde U-bochtconstructie lukte het RTL-Véronique wel om via Luxemburg op Nederland gerichte programma's te gaan uitzenden. De eerste uitzending was op 2 oktober 1989 en werd uitgezonden via Astra 1. De zender was in eerste instantie bedoeld als doorgiftesignaal voor de kabelnetten, maar ook mensen met een satellietinstallatie konden het signaal oppikken.
Begin jaren 90 besloot het Zweedse Esselte haar abonneetelevisieactiviteiten te gaan stoppen. Filmnet werd verkocht aan het Zuid-Afrikaanse M-Net/Nethold. Filmnet was ondertussen ook via de Astra-satelliet gaan uitzenden. Om deze zender te kunnen bekijken moesten schotelkijkers een speciale decoder kopen die voorzien was van een ingebouwde kaartlezer die geschikt was voor het Videocrypt 2 systeem.
Het Nederlandse medialandschap was inmiddels veranderd. Commerciële televisie werd, weliswaar onder strenge voorwaarden, toegestaan in Nederland. RTL-Véronique werd RTL 4 en daarnaast kwamen de commerciële zenders RTL 5, Veronica en SBS6 in 1995 met voor de Nederlandse markt bestemde programma's. Al deze zenders konden analoog worden ontvangen met behulp van een zogenoemde Luxcrypt-decoder die aangesloten moest worden op de satellietontvanger.

### Van analoog naar digitaal

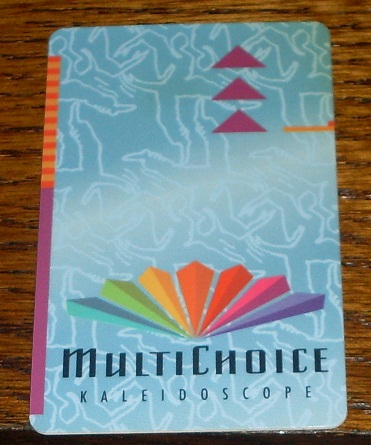
Irdeto-1 smartcard van MultiChoice

In het midden van de jaren 90 stond het satellietlandschap voor een grote verandering, de analoge satellietkanalen stopten en daarvoor kwamen digitale kanalen in de plaats. Voordeel hiervan is dat er veel meer zenders kunnen worden uitgezonden op dezelfde bandbreedte in dezelfde of zelfs betere beeldkwaliteit. Het is 1996 als digitale satelliettelevisie zijn intrede doet in Europa. Nederland is een van de eerste landen in Europa waar gestart wordt met een digitaal satellietaanbod. De exploitatie kwam in handen van M-Net/Nethold die het bedrijf MultiChoice noemde. Dezelfde naam werd ook op de eigen Zuid-Afrikaanse markt gebruikt. MultiChoice Nederland B.V. was gevestigd aan de Archimedesbaan 21 in Nieuwegein.
De digitale kanalen werden op 1 juli 1996 officieel in gebruik genomen. Het analoge signaal verdween op 18 augustus 1996. De omschakeling werd niet onverdeeld enthousiast ontvangen. Schotelbezitters hadden net veel geld geïnvesteerd in de Luxcrypt-decoders die nu waardeloos werden. Ook moest er opnieuw geïnvesteerd worden in een dure digitale ontvanger.
De Nederlandse publieke zenders Nederland 1, 2 en 3, commerciële zenders RTL 4, RTL 5, SBS6 en Veronica en de radiozenders Hitradio Veronica, Kink FM en Der Oldiesender waren gebundeld in het standaardpakket dat kosteloos werd aangeboden. Het betaalde Plus Pakket bevatte Sport 7, Kindernet, Bet on Jazz int., Bloomberg info tv, Discovery, EBN, Art Channel, Travel, Weather Channel, CNBC, NBC Super Channel, MS-NBC, Giga TV, Adult Channel, CMT Europe en DMX. Het duurdere Top pakket bevatte het volledige aanbod inclusief Filmnet 1, Filmnet 2, Supersport en Hallmark Entertainment. Niet veel later werden de publieke omroepen, die tot dan toe niet op de satelliet te zien waren, toegevoegd aan het standaardpakket.

### Problemen met de Pace500G4

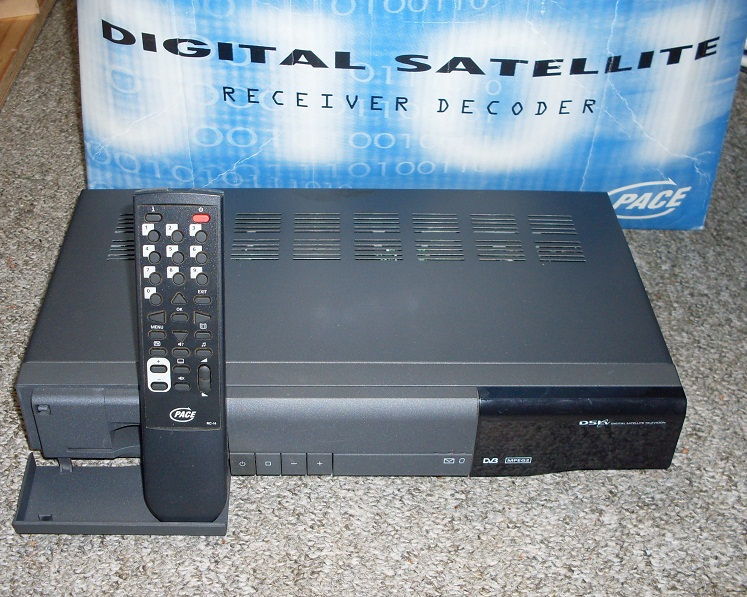
Pace500 G4 batch

Het grootste probleem rond de digitalisering van het satellietaanbod in Nederland was de te snelle invoering. De eerste digitale satellietontvanger vertoonde zowel software- als hardwarematig ernstige gebreken. Hierdoor werd de lancering van het digitale satellietpakket van Multichoice diverse malen uitgesteld. Dit kwam onder andere doordat de definitieve uitzendstandaard van het digitale uitzendprotocol, DVB, nog aan vele veranderingen onderhevig was.
M-Net/Nethold had met de Britse satellietfabrikant Pace een overeenkomst gesloten om digitale satellietontvangers voor het digitale boeket te zullen gaan leveren. Uiteindelijk werden begin augustus, onder grote druk, de eerste goedgekeurde digitale Pace-ontvangers uitgeleverd. De eerste versie van de Pace 500 is de zogenoemde G4 batch en had een adviesprijs van 1799 gulden (ongeveer €825). Dit was bijna drie keer zo duur als wat een analoge satellietontvanger in die tijd kostte.
Nadat de Pace 500 G4 op de markt werd gebracht onderging het DVB-protocol nog enkele belangrijke veranderingen. Het meest in het oog springend waren de zogenoemde B-frames. Deze frames verwijzen naar voorgaande en komende beelden binnen een DVB-stream. Wanneer er geen B-frames worden uitgezonden wordt is de beeldkwaliteit van mindere kwaliteit dan bij een zender die met dezelfde bandbreedte uitzendt en wel B-frames gebruikt. Op een groter lcd- en plasmabeeldscherm is dit het meest te zien. De grote klacht is dat men het beeld ziet "hikken". Het "hikkend" beeldeffect is een direct gevolg van het niet vloeiend overgaan van de beelden binnen de uitzendstream die zonder B-frames wordt uitgezonden. Beperkingen in de hardware zorgden ervoor dat de Pace500G4 deze B-frames niet ondersteunde. Hierdoor kon men later met deze digitale satellietontvanger andere digitale satellietzenders die wel met B-frames uitzonden niet ontvangen.
Vanwege de hoge aanschafprijs van deze ontvanger kon het latere Canal Digitaal de frames niet toevoegen. De te snelle introductie van digitale satelliettelevisie in Nederland heeft een betere beeldkwaliteit van het Nederlandse pakket in de afgelopen jaren in de weg gestaan. Eind 2006 werden de B-frames alsnog aan het signaal toegevoegd. Voor abonnees die nog in het bezit waren van een Pace 500 G4, werd een actie in gang gezet, waarmee de ontvanger voor een gereduceerd tarief omgeruild kon worden (afhankelijk van het abonnement). In 1996 werd de Pace 500 G4 al snel opgevolgd door de zogenaamde G6 batch van deze ontvanger. Deze kon wel overweg met B-frames.

### Verdere ontwikkeling
Het aantal abonnees groeide snel, maar de cijfers van de televisiezenders van FilmNet vielen tegen. Daarom werd FilmNet in september 1996 verkocht aan een grote speler op de Europese betaaltelevisiemarkt, het Franse Groupe CANAL+. Doordat Multichoice eigenaar was van Filmnet, werd ook het hele digitale zenderpakket meeverkocht. Op de eigen Franse thuismarkt exploiteerde het bedrijf Canal Satellite (vandaag Canal). In Spanje Digital+ (vandaag Movistar+) en in Nederland veranderde men de naam in Canal+.
CANAL+ werd opgesplitst in twee gedeelten, het eerste gedeelte exploiteerde het satellietpakket onder de naam CanalDigitaal, het andere gedeelte de betaaltelevisiezenders. De FilmNet-zenders bleven in eerste instantie nog onder dezelfde naam uitzenden. Uiteindelijk werden de zenders in juni/juli 1997 gefaseerd omgedoopt in CANAL+.
In de zomer van 2000 introduceerde CanalDigitaal een verplicht servicepakket voor nieuwe abonnees. Het Settopbox-pakket bevatte geen zenders, maar abonnees kregen onder andere toegang tot een goedkoper servicenummer, het abonnement op het standaardpakket werd ieder jaar automatisch verlengd en de smartcard werd in geval van diefstal, beschadiging of verlies kosteloos vergoed. Bestaande abonnees waren niet verplicht om te kiezen voor dit pakket, dat 30 gulden per jaar ging kosten, maar het werd wel geadviseerd. De zenders van het standaardpakket werden per 1 mei 2006 ondergebracht in het Settopbox-pakket en daardoor moesten ook bestaande abonnees gaan betalen.
Op 1 september 2004 namen de investeringsbedrijven Greenfield Capital Partners en Airbridge Investments de Nederlandse activiteiten van Vivendi Universal over. Vivendi was het moederbedrijf van Canal+. Beide bedrijven verenigden zich in de Airfield Holding, waar Airbridge een meerderheidsbelang in had. Het satellietpakket bleef men onder de naam CanalDigitaal aanbieden en gebruikt daarbij tot op heden de licentie en de merknaam van de CANAL+ Groep.
Op 12 oktober 2005 werden de betaalzenders van CANAL+ verkocht aan Chellomedia (eigendom van Liberty Global), die de zenders op 1 februari 2006 omdoopten in Film1 en Sport1.
Later stapte Greenfield uit de holding en werd Airbridge de enige eigenaar. In februari 2007 nam Providence Equity Partners een meerderheidsbelang over van Airfield; Airbridge Investments behoudt het minderheidsbelang.
Sinds 1 oktober 2009 zijn TV Vlaanderen, TéléSat en CanalDigitaal ondergebracht in de M7 Group S.A. die vanuit Luxemburg opereert. M7 Group S.A. wordt gecontroleerd door CDS Coöperatieve U.A., dat een dochter is van de Airfield Holding. De gang naar Luxemburg was om fiscale redenen. Nadat Airfield zich in de loop der jaren heeft teruggetrokken heeft uiteindelijk Astorg M7 Group SA overgenomen. In september 2019 nam Vivendi opnieuw M7 Group SA over en is deze weer ondergebracht bij CANAL+ waarmee de cirkel rond is en Canal Digitaal weer in handen is bij de partij die de oorspronkelijke naamgever was van Canal Digitaal, CANAL+. M7 Group SA is in juli 2020 opgegaan in CANAL+ Luxembourg S.a.r.l. De merknaam M7 Group blijft daarbij in gebruik, alhoewel die inmiddels meer en meer in de communicatie vervangen is door CANAL+ Luxembourg.
Waar satelliettelevisie in de jaren 90 vooral mensen in kabelloze gebieden bediende, is CanalDigitaal de afgelopen jaren uitgegroeid tot een volwaardige concurrent van de kabelexploitanten, interactieve televisie en Digitenne met anno 2011 bijna een miljoen geregistreerde abonnees.

### Irdeto codering uitgefaseerd

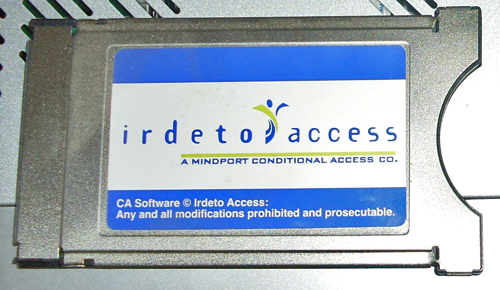
Irdeto Access CAM

Bij de lancering van digitale satelliettelevisie in 1996 werden de signalen door Multichoice beveiligd met Irdeto-1. Na de overname ging CanalDigitaal voor nieuwe klanten over op de (Seca) Mediaguard-1-codering. In 2003 werd dit systeem gekraakt en moesten alle smartcards vervangen worden door Mediaguard-2-kaarten. In 2008 ging CanalDigitaal vanwege dezelfde reden over op Mediaguard-3. Irdeto-1 werd al eind 2000 - begin 2001 gekraakt. Klanten met deze smartcard konden, om beeld te behouden, kiezen voor een Irdeto-2-kaart of overstappen op Mediaguard.
Met Irdeto-2 kon men niet het volledige aanbod van CanalDigitaal ontvangen (waaronder een groot aantal muziekzenders). Sinds januari 2012 waren met een Irdeto-2-smartcard alleen nog de zenders uit het basispakket te ontvangen, behalve de MTV- en VH1-muziekzenders en alle kanalen op Astra 23,5 graden oost die al nooit met Irdeto waren te ontvangen. Tussen oktober en december 2012 werd wekelijks de Irdeto-codering van een kanaal verwijderd. Op 10 december 2012 is de Irdeto-codering geheel uitgefaseerd. Abonnees met zo'n smartcard konden (indien geabonneerd op minimaal het basispakket) voor een laag tarief overstappen op de Mediaguard-3-codering (inclusief nieuwe ontvanger en smartcard).

## Benodigdheden
Om de kanalen die door CanalDigitaal worden doorgegeven binnen Nederland te kunnen ontvangen is het volgende benodigd:

### Schotelantenne met ontvangstkop
CanalDigitaal zendt uit via de volgende satellietposities:
- Astra 19,2 graden oost (beter bekend als Astra 1). Dit was sinds de start van satelliettelevisie aan het eind van de jaren tachtig de enige positie waar het complete op Nederland gerichte aanbod te zien was. Het aanbod op deze positie wordt steeds minder.
- Astra 23,5 graden oost (beter bekend als Astra 3). Deze positie is voor Nederland en België in gebruik genomen per november 2006. Dit hing samen met het besluit om analoge ethertelevisie in Nederland per december 2006 te digitaliseren. Veel schotelbezitters maakten nog van deze mogelijk gebruik om naar hun regionale omroep te kunnen kijken, die destijds niet via de satelliet te ontvangen waren, met uitzondering van L1 Limburg. De satellietpositie bestond al langer, maar werd voornamelijk gebruikt als aanvoer voor de Duitse kabelnetten. Het aanbod op de Astra 23,5 graden oost is tussen 2007 en nu sterk uitgebreid. Alle HD-zenders worden uitgezonden op 23,5 graden oost. Ook zijn er al diverse zenders verhuisd van de 19,2 graden oost naar 23,5 graden oost.

Binnen Nederland is een diameter van 45 cm meestal voldoende om deze satellieten te kunnen ontvangen. Een schotel van 45 cm is bijvoorbeeld de Triplesat, waarmee naast de Astra 1 en 3 ook de Astra 28,2°O (Astra 2) is te ontvangen. Op deze satelliet zenden veel populaire zenders free-to-air uit, waaronder de Britse zenders van de BBC en ITV.
Om beide satellietposities te kunnen ontvangen met een standaard schotelantenne van 60 centimeter (bijvoorbeeld de Triax 64) ontwikkelde SES Astra voor CanalDigitaal de Duo LNB 60. Deze LNB is zo gemaakt dat een schotel niet weer opnieuw uitgericht hoeft te worden als de LNB geplaatst is. Voor het optimale signaal wordt het wel aanbevolen om de schotel af te stellen op 23,5 graden oost in plaats van 19,2 graden oost, omdat het signaal van deze positie zwakker is. Voor bezitters van grotere schotels zijn ook andere oplossingen beschikbaar, zoals een draaibare installatie met elektromotor, een multifocusschotel, en de monoblocks die al langer op de markt zijn voor een schotel van 80 cm doorsnee.
De schotelantenne wordt in Nederland geplaatst op het zuiden (de plaats waar om 12 uur de zon staat). Belangrijk is dat het zicht in een schuine hoek naar boven niet belemmerd wordt door bomen of een hoog gebouw. Tussen de ontvangstkop en satellietontvanger moet, voor optimale ontvangst, een kwalitatief goede coaxkabel worden aangebracht.

### Satellietontvanger
Steeds meer televisiezenders worden bij CanalDigitaal in de MPEG-4-norm uitgezonden. Door deze digitale compressietechniek is er minder ruimte nodig om het signaal uit te zenden, terwijl de beeld- en geluidskwaliteit nagenoeg gelijk blijft. Hierdoor kunnen er meer zenders worden doorgegeven. Bij de invoering van digitale televisie is gestart met de variant MPEG2. SD-decoders beschikken slechts over een MPEG2-tuner. Alleen HD-satellietontvangers kunnen met het MPEG4-formaat omgaan.
De ontvanger moet wel voorzien zijn van een kaartlezer of Common Interface geschikt voor de Mediaguard-3-codering die CanalDigitaal gebruikt. Sommige televisies hebben een ingebouwde ontvanger die geschikt is voor satellietontvangst. Het zenderaanbod van CanalDigitaal is voorzien van een codering, zodat alleen abonnees toegang hebben tot de kanalen. De Nederlandse publieke en commerciële omroepen worden ook vanwege uitzendrechten gecodeerd.

### CanalDigitaal-smartcard
De smartcard moet eerst geregistreerd en geactiveerd te worden. De smartcard ontvangt periodiek beveiligingsupdates voor de codering. Hierdoor is het mogelijk dat de registratie na een langere periode van inactiviteit verloopt, bijvoorbeeld wanneer de ontvanger langere tijd uitstaat of wanneer de smartcard langere tijd niet in de ontvanger heeft gezeten. Dit kan worden hersteld door de smartcard te heractiveren via de website en door te sms'en naar een speciaal nummer.